# Chengdu Open 2024
Chengdu Open 2024 byl tenisový turnaj na mužském profesionálním okruhu ATP Tour, hraný v Mezinárodním tenisovém centru v S’-čchuanu. Šestý ročník Chengdu Open probíhal mezi 18. a 24. zářím 2024 v čínské megapoli Čcheng-tu, centru sečuánské provincie na dvorcích s tvrdým povrchem. 
Turnaj dotovaný 1 269 245 dolarů patřil do kategorie ATP Tour 250. Nejvýše nasazeným singlistou se stal devatenáctý tenista světa Lorenzo Musetti z Itálie, který skončil jako poražený finalista. Jako poslední přímý účastník do hlavní singlové soutěže nastoupil tchajwanský 115. hráč žebříčku Ceng Čchun-sin. V důsledku invaze Ruska na Ukrajinu na konci února 2022 řídící organizace tenisu ATP, WTA a ITF s grandslamy rozhodly, že ruští a běloruští tenisté mohli dále na okruzích startovat, ale do odvolání nikoli pod vlajkami Ruska a Běloruska.
První titul na okruhu ATP Tour vybojoval ve dvouhře 19letý Šang Ťün-čcheng, který se v této úrovni tenisu stal druhým čínským šampionem singlového turnaje po I-ping Wuovi. Deblovou trofej obhájili Francouzi Sadio Doumbia s Fabienem Reboulem, kteří získali čtvrtou společnou i individuální trofej.

## Rozdělení bodů a finančních odměn

### Rozdělení bodů
| Soutěž  | Soutěž      | vítězové | finalisté | semifinalisté | čtvrtfinalisté | 16 v kole | 28 v kole | Q  | Q2 | Q1 |
| ------- | ----------- | -------- | --------- | ------------- | -------------- | --------- | --------- | -- | -- | -- |
| dvouhra | [ 1 ] [ 5 ] | 250      | 165       | 100           | 50             | 25        | 0         | 13 | 7  | 0  |
| čtyřhra | [ 6 ]       | 250      | 150       | 90            | 45             | 0         | —         | —  | —  | —  |

Vysvětlivky
1. ↑  Nasazení s volným losem do druhého kola neobdrželi v případě prohry žádné body.'"`UNIQ--ref-00000012-QINU`"'

### Finanční odměny
| Soutěž                                  | Soutěž      | vítězové  | finalisté | semifinalisté | čtvrtfinalisté | 16 v kole | 28 v kole | Q2      | Q1      |
| --------------------------------------- | ----------- | --------- | --------- | ------------- | -------------- | --------- | --------- | ------- | ------- |
| dvouhra                                 | [ 1 ] [ 5 ] | 178 195 $ | 103 950 $ | 61 115 $      | 35 415 $       | 20 565 $  | 12 565 $  | 6 285 $ | 3 425 $ |
| čtyřhra                                 | [ 6 ]       | 61 920 $  | 33 130 $  | 19 420 $      | 10 850 $       | 6 400 $   | —         | —       | —       |
| částky ve čtyřhrách jsou uvedeny na pár |             |           |           |               |                |           |           |         |         |

## Mužská dvouhra

### Nasazení
| Stát                         | Hráč                       | ATP | Nasazení |
| ---------------------------- | -------------------------- | --- | -------- |
| Itálie                       | Lorenzo Musetti            | 19. | 1.       |
| Kazachstán                   | Alexandr Bublik            | 27. | 2.       |
| Chile                        | Nicolás Jarry              | 28. | 3.       |
| Španělsko                    | Pedro Martínez             | 42. | 4.       |
| Francie                      | Adrian Mannarino           | 46. | 5.       |
| Itálie                       | Lorenzo Sonego             | 50. | 6.       |
| Francie                      | Giovanni Mpetshi Perricard | 51. | 7.       |
|                              | Roman Safiullin            | 56. | 8.       |
| Žebříček ATP k 16. září 2024 |                            |     |          |

### Jiné formy účasti
Následující hráči obdrželi divokou kartu do hlavní soutěže:
- Kei Nišikori
- Sun Fa-ťing
- Čou I

Následující hráči postoupili z kvalifikace:
- Térence Atmane
- Federico Agustín Gómez
- Alibek Kačmazov
- Šintaró Močizuki

### Odhlášení
před zahájením turnaje
- Nuno Borges → nahradil jej  Christopher O'Connell
- James Duckworth → nahradil jej  Lukáš Klein
- Marcos Giron → nahradil jej  Adam Walton
- Hubert Hurkacz → nahradil jej  Borna Ćorić
- Miomir Kecmanović → nahradil jej  Taró Daniel
- Jakub Menšík → nahradil jej  Šang Ťün-čcheng
- Gaël Monfils → nahradil jej  Ceng Čchun-sin
- Jordan Thompson → nahradil jej  Yannick Hanfmann

## Mužská čtyřhra

### Nasazení
| Stát                                                                    | Hráč                      | Stát      | Hráč               | ATP  | Nasazení |
| ----------------------------------------------------------------------- | ------------------------- | --------- | ------------------ | ---- | -------- |
| Francie                                                                 | Sadio Doumbia             | Francie   | Fabien Reboul      | 59.  | 1.       |
| Chorvatsko                                                              | Ivan Dodig                | Brazílie  | Rafael Matos       | 60.  | 2.       |
| Indie                                                                   | Juki Bhambri              | Francie   | Albano Olivetti    | 87.  | 3.       |
| Mexiko                                                                  | Miguel Ángel Reyes-Varela | Austrálie | John-Patrick Smith | 122. | 4.       |
| Žebříček ATP k 16. září 2024; číslo je součtem umístění obou členů páru |                           |           |                    |      |          |

### Jiné formy účasti
Následující páry obdržely divokou kartu do hlavní soutěže:
- Mo, muo Jie-cchung /  Tchang Šeng
- Wang Ao-žan /  Čou I

Následující páry nastoupily z pozice náhradníků: 
- Pavel Kotov /  Giovanni Mpetshi Perricard
- Tošihide Macui /  Adam Walton

### Odhlášení
před zahájením turnaje
- Ivan Dodig /  Adam Pavlásek → nahradili je  Ivan Dodig /  Rafael Matos
- James Duckworth / Roman Safiullin → nahradili je  Benjamin Lock /  Courtney John Lock
- Austin Krajicek /  Jean-Julien Rojer → nahradili je  Cchuej Ťie /  Sun Fa-ťing
- Rafael Matos /  Marcelo Melo → nahradili je  Tošihide Macui /  Adam Walton
- Christopher O'Connell /  Jordan Thompson → nahradili je Pavel Kotov /  Giovanni Mpetshi Perricard

## Přehled finále

### Mužská dvouhra
- Šang Ťün-čcheng vs.  Lorenzo Musetti, 7–6(7–4), 6–1

### Mužská čtyřhra
- Sadio Doumbia /  Fabien Reboul vs.  Juki Bhambri /  Albano Olivetti, 6–4, 4–6, [10–4]